# Die Bauernhochzeit
Die Bauernhochzeit (niederländisch De Boerenbruiloft) ist ein Gemälde des flämischen Malers Pieter Bruegel des Älteren.

## Inhalt und Beschreibung
Das Bild ist eine realistische Darstellung einer bäuerlichen Hochzeitsgesellschaft in Flandern im ausgehenden 16. Jahrhundert. Im Gegensatz zu seiner Perspektive in früheren Werken verzichtet Bruegel hier auf die Übersicht, sondern zeigt das Geschehen direkt aus Augenhöhe. An der weiß gedeckten Tafel in einer großen Scheune herrscht lebhaftes Gedränge. Die Gäste sitzen auf derben Holzbänken ohne Lehne sowie auf einfachen Hockern. Auf der Strohwand hinter der Braut hängt ein grünes Tuch, auf dem die papierene Brautkrone befestigt ist. Sie sitzt alleine in der Mitte des Tisches, mit niedergeschlagenen Augen und gefalteten Händen. Sie darf weder essen noch sprechen. Der Bräutigam ist nicht zu bestimmen, aber sitzt entsprechend damaliger Sitte in jedem Fall nicht am Tisch. Er ist möglicherweise der Mann, der am linken Bildrand Hochzeitsbier in kleinere Krüge umfüllt, der aber wiederum auch ein Diener des Gutsherrn (rechts außen) sein kann.
Zwei Männer tragen auf einer Holztüre gefüllte, flache Breiteller heran. Der Vordere ist die am größten dimensionierte Figur und farblich mit der blauen Jacke kontrastierend gestaltet. Bei ihm treffen sich die Halbdiagonalen der vorderen Sitzreihen, die hinteren Stücke seiner Schürze zeigen die Mittelachse an. Der Zweite trägt einen Holzlöffel am Hut und ist so als Wanderarbeiter zu erkennen. Ein an der Stirnseite der Tafel sitzender Mann reicht die Teller an die Gäste weiter. Im hohen Lehnstuhl sitzt mit pelzverbrämter Jacke der Notar. Rechts davon erteilt ein Franziskaner dem mit gefalteten Händen vor ihm sitzenden Gutsherrn die Absolution, während dessen Hund unter dem Tisch hervorlugt. Für Musik sorgen zwei Sackpfeifer, von denen der eine sehnsüchtig nach dem Essen schaut. Im Vordergrund leckt ein Kind eine schon leergegessene Schüssel aus. Löffel waren damals rund (die heutige ovale Form kam erst viel später auf) und Messer galten als vielseitige Werkzeuge, auch das Kind im Vordergrund trägt eines davon.

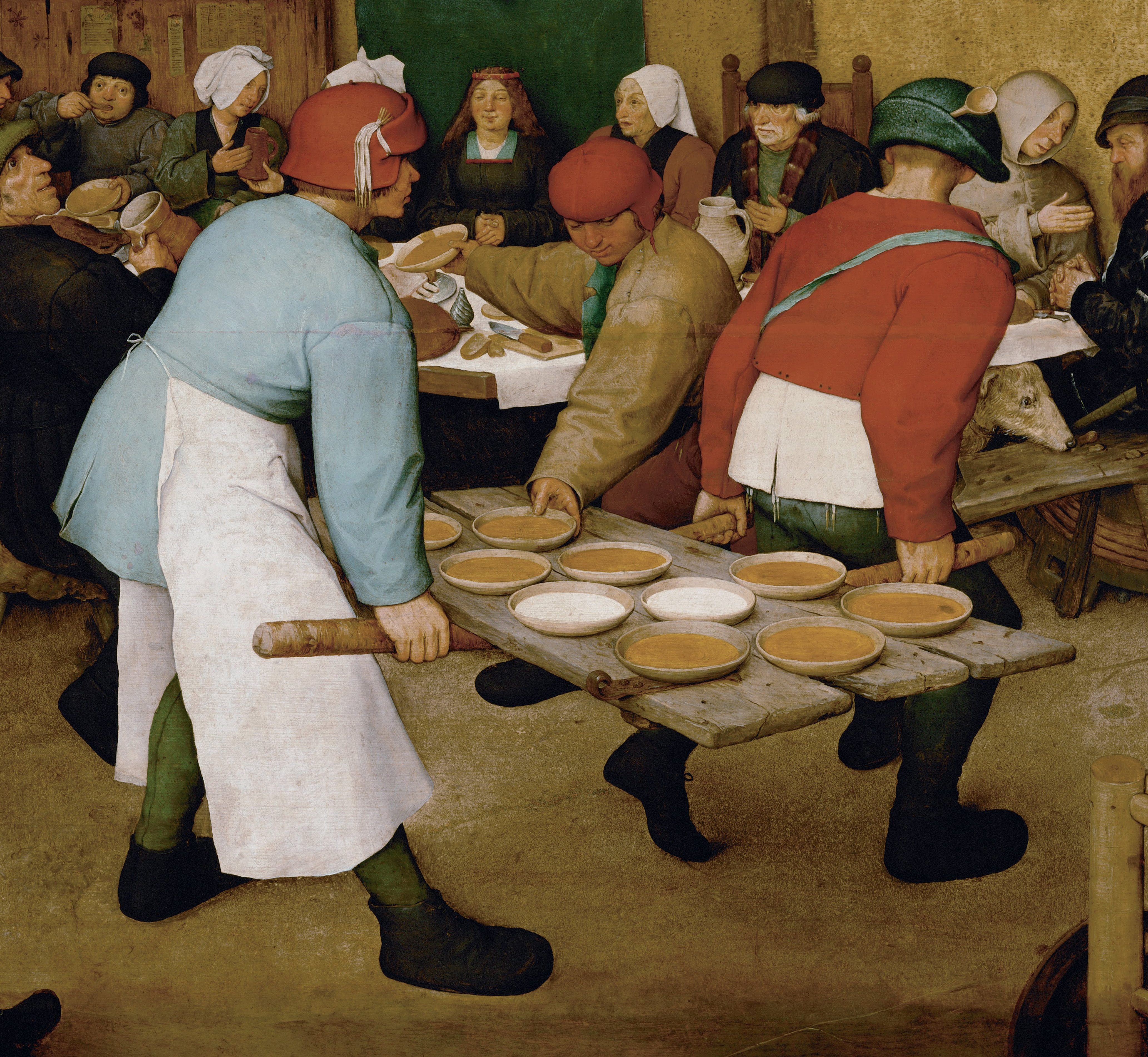
Die zwei Träger und dahinter die Braut
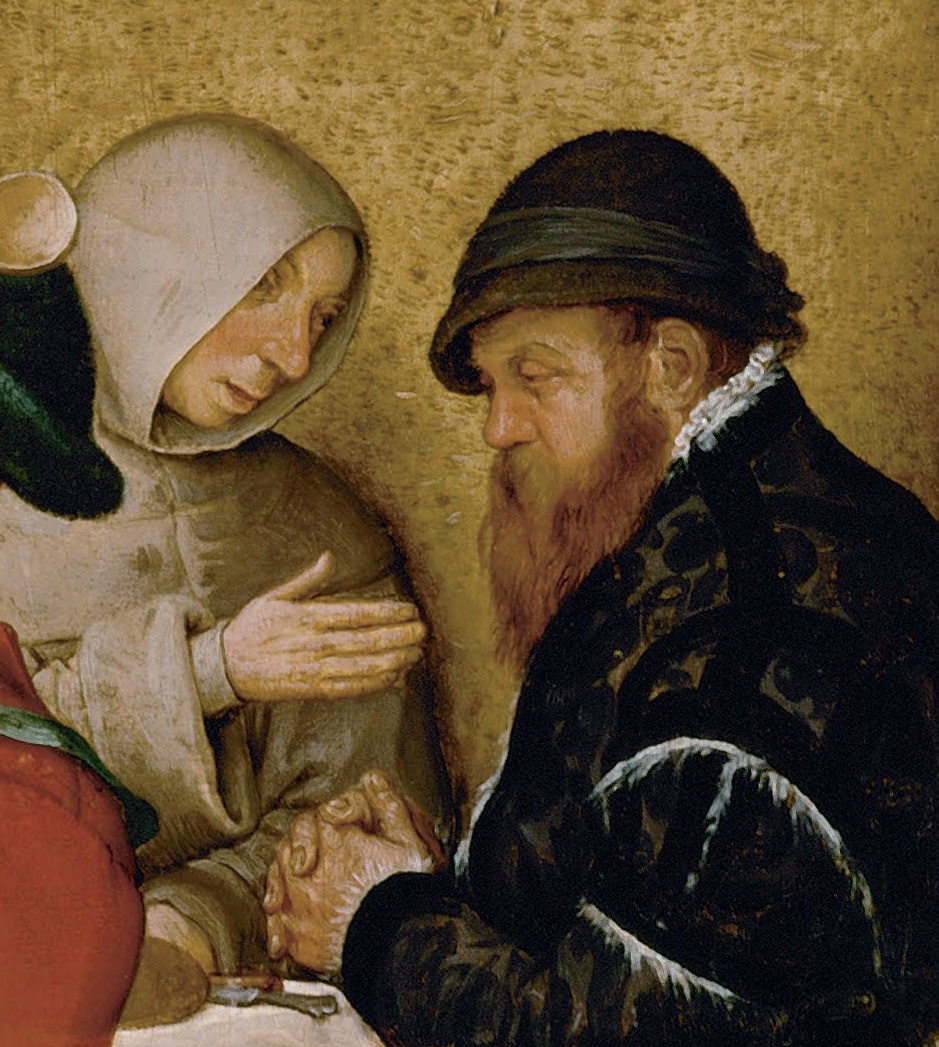
Ein Franziskaner im Gespräch mit dem Gutsherrn (rechter Rand)
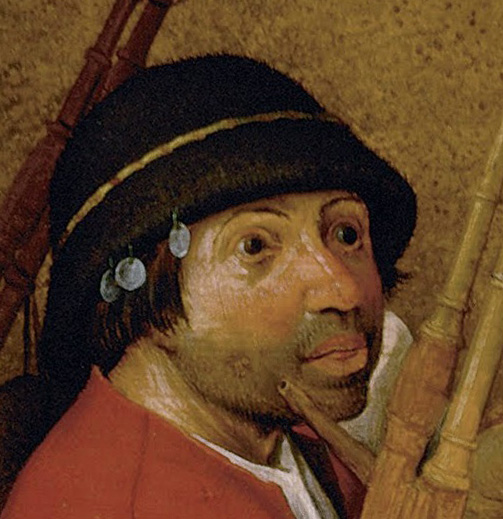
Das Gesicht eines der Sackpfeifer
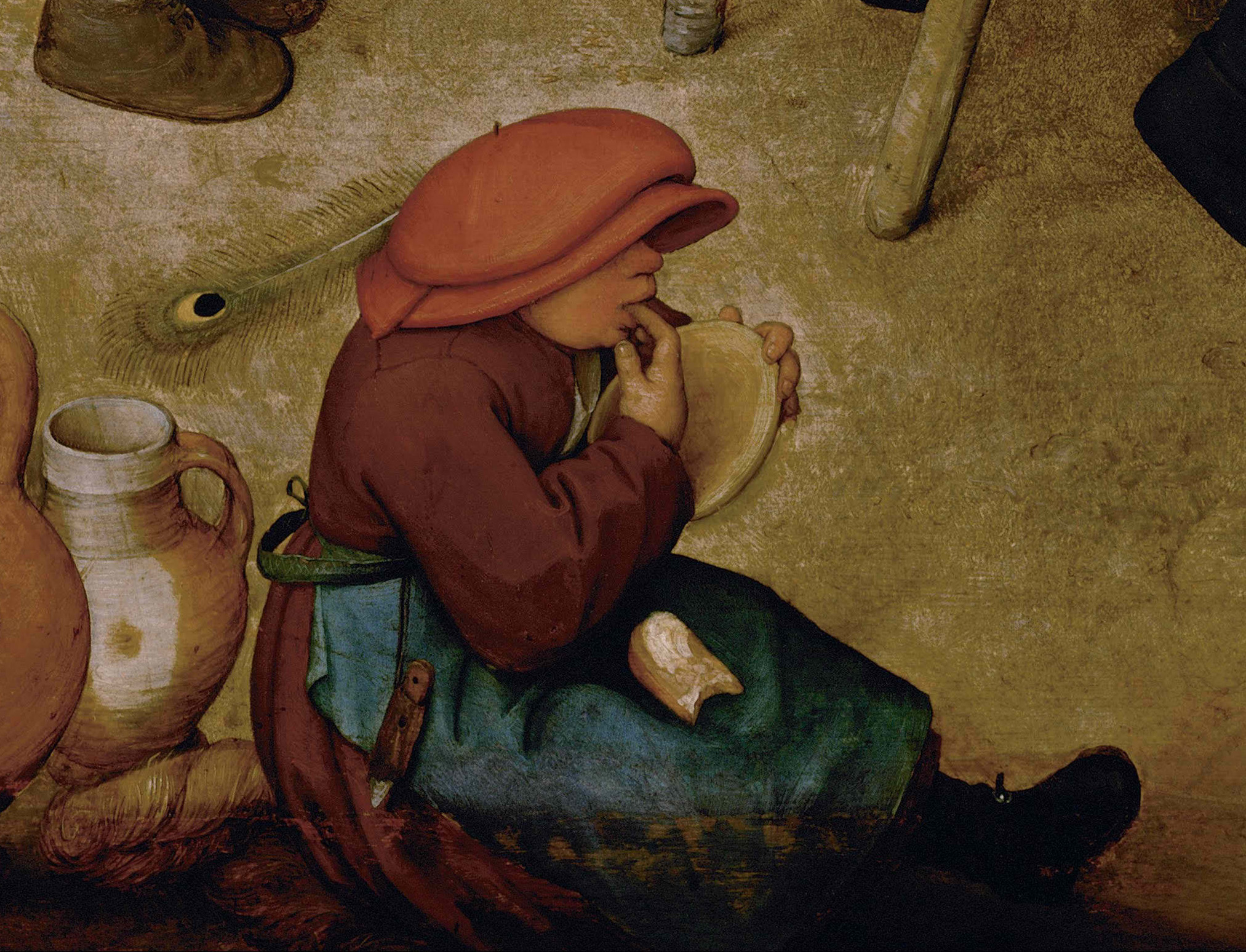
Das Kind im Vordergrund
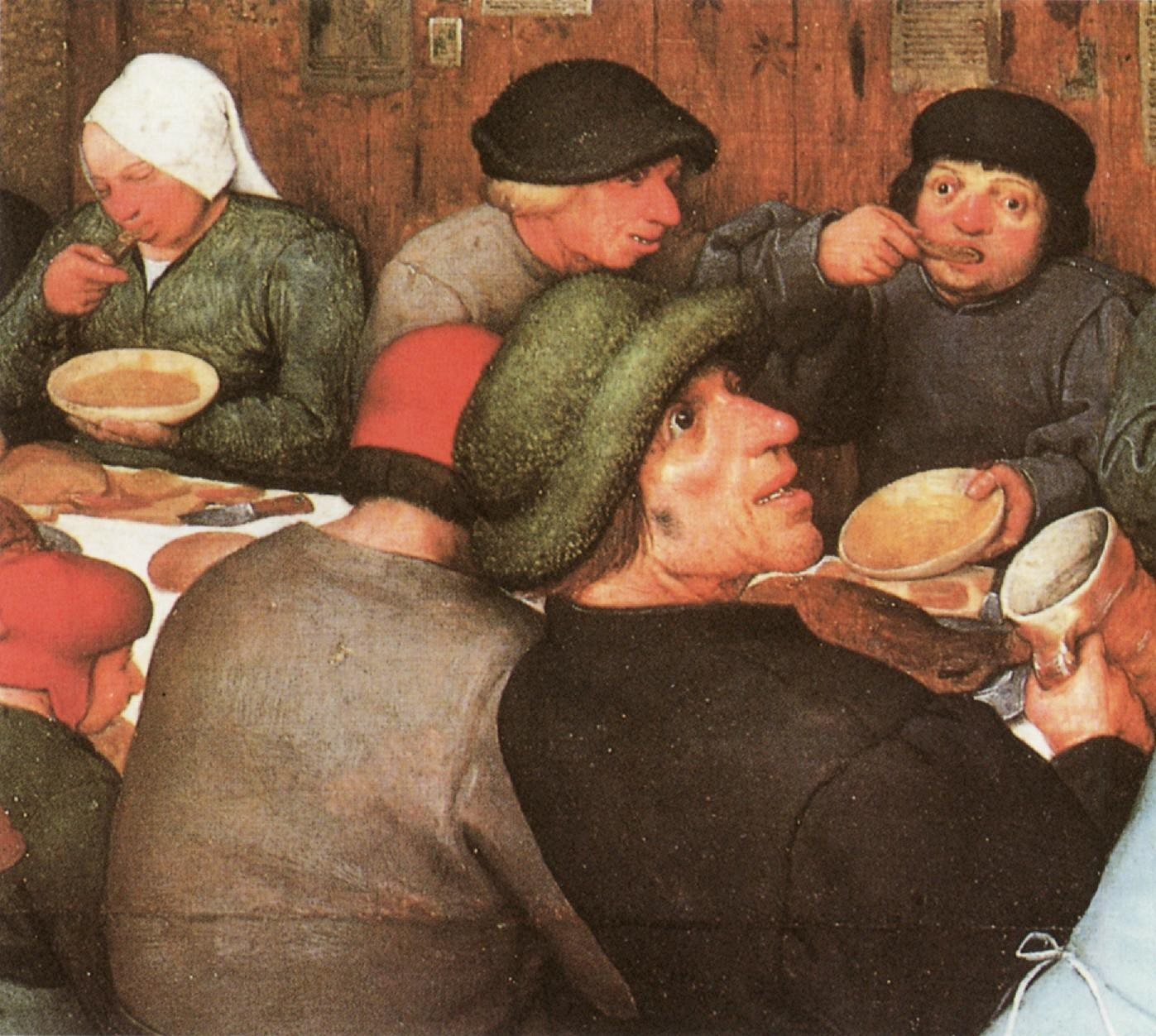
Ausschnitt (Bildmitte)
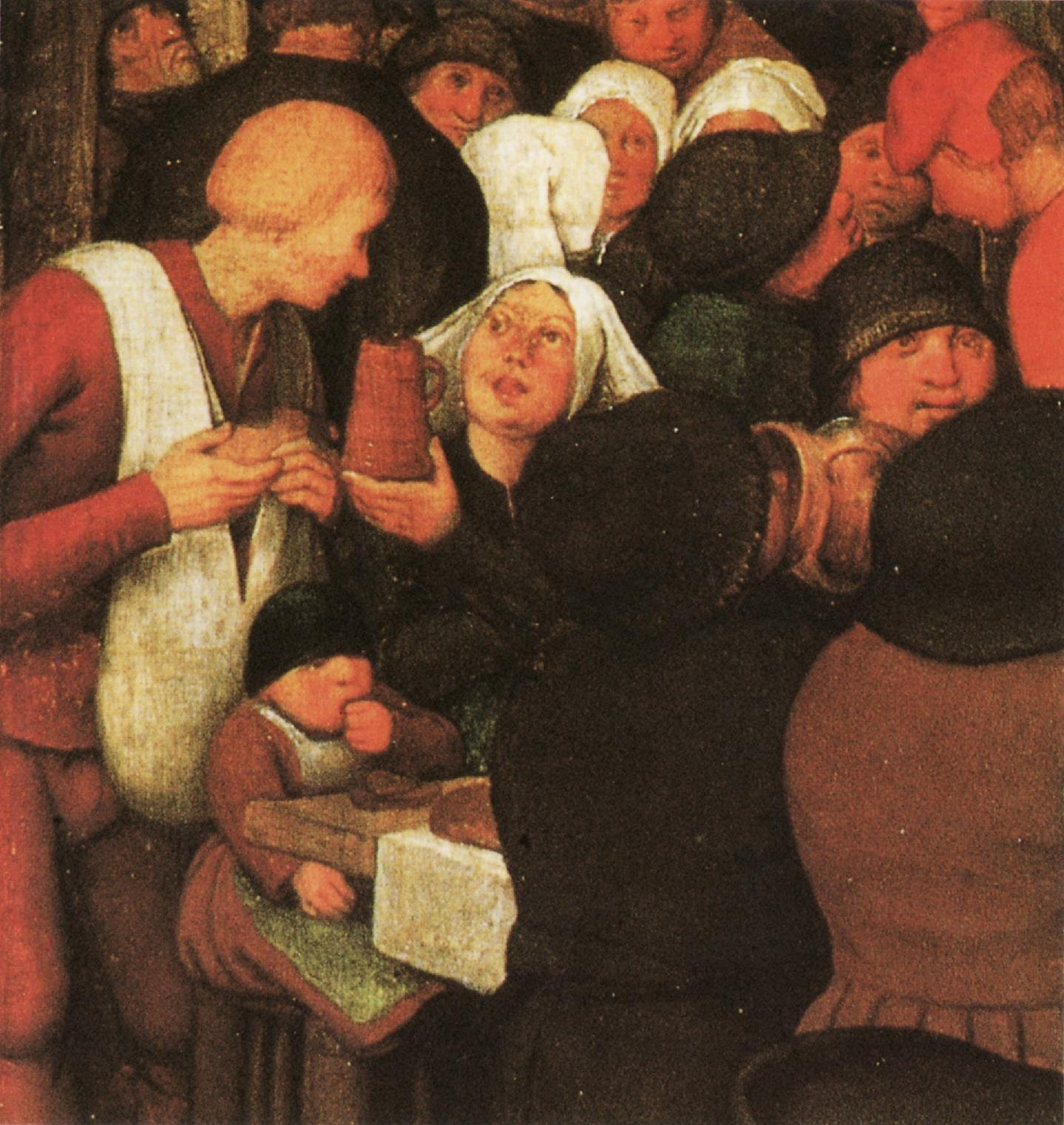
Detail vom Ende der Tafel
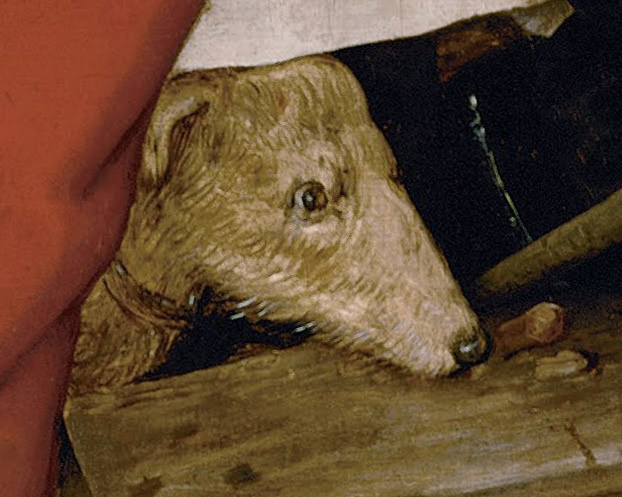
Der Hund unter der Tafel

## Motiv und Deutung
Er ist mit der Braut gekommen lautet ein flämisches Sprichwort, wenn jemand nicht arbeitet, auch die Braut durfte an der Tafel keinerlei Tätigkeit verrichten und auch nicht essen und sprechen. Die Arbeit bleibt jedoch durch die Strohwand und die gekreuzten Garben mit Rechen gegenwärtig. Der Bräutigam fehlt, weil dieser traditionell bei der Hochzeitstafel nicht anwesend sein durfte. Die essenden und trinkenden Bauern mögen erheiternd wirken, es spricht jedoch einiges dafür, dass Bruegel durchaus ernste Absichten verfolgte. Ein beliebtes biblisches Motiv war etwa im 16. Jahrhundert die Hochzeit von Kana (Joh 2,1–12 ), bei der Jesus Wasser in Wein verwandelte. Bei solchen Darstellungen ist nicht nur stets eine Tafelgesellschaft zu sehen, sondern immer auch ein Mann der Krüge füllt – wie in Bruegels Bild links vorne. Außerdem war Spott vor allem in Drucken üblich.

## Geschichte

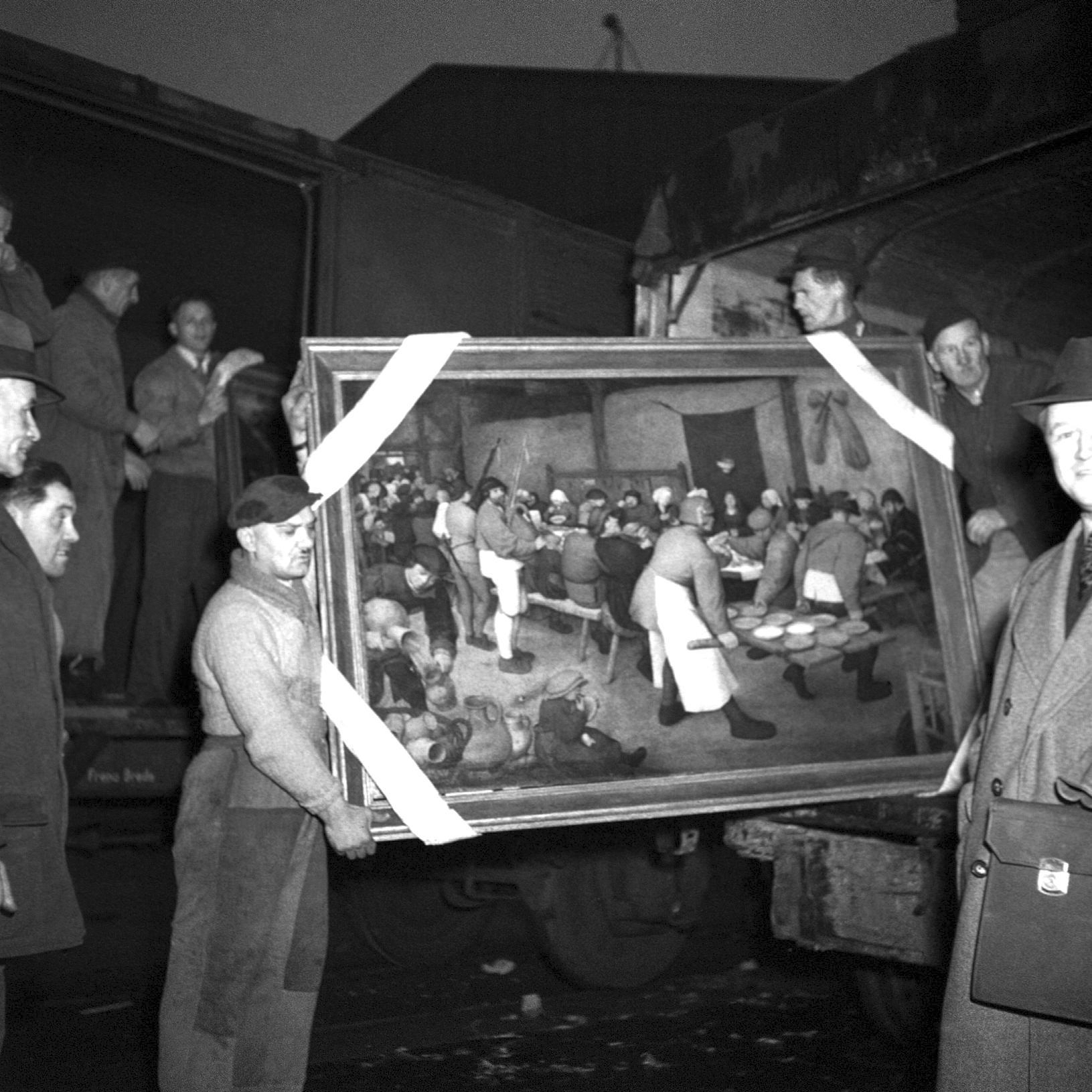
Rücktransport nach Wien (17. Oktober 1945)

1594 erwarb Erzherzog Ernst in Brüssel Die Bauernhochzeit. Später wanderte sie nach Prag in die Sammlung von Kaiser Rudolf II. Den Zweiten Weltkrieg überdauerte sie mit zahlreichen anderen Kunstobjekten in einem Salzstollen in Altaussee. Danach gelangte sie im Oktober 1945 wieder zurück nach Wien. Heute befindet sich das Gemälde im Kunsthistorischen Museum in Wien, Saal X, gemeinsam mit dem Turmbau zu Babel, den Kinderspielen und dem Kampf zwischen Fasching und Fasten. Das Bild wurde zu einem unbekannten Zeitpunkt unten beschnitten und später wieder ergänzt.

## Rezeption
Es waren Bilder wie dieses, die Pieter Bruegel den Beinamen „Bauernbruegel“ eintrugen. Er schildert die Hochzeit mit Humor, doch ohne Überheblichkeit des Städters, sondern vermittelte ein farbiges Bild der Lebensweise der Landbevölkerung, wie sie bis dahin in der Kunst unbekannt war.
Der flämische Schriftsteller und Maler Karel van Mander berichtete im Jahr 1604 über Bruegels Arbeitsweise:

„Er arbeitete viel für einen Kaufmann Hans Francken, der ein wohlangesehener und braver Mann war und gern mit Brueghel verkehrte und täglich mit ihm zusammenkam. Mit diesem Francken ging Brueghel oftmals hinaus zu den Bauern, zu Kirmes und Hochzeit. Als Bauern verkleidet brachten sie Geschenke wie die andern, vorgebend, sie gehörten zu der Sippe oder der Landsmannschaft der Braut. Dabei ergötzte sich Brueghel daran, die Bauern in ihrer Art zu essen, trinken, tanzen, springen und lieben zu beobachten, was er sehr lustig und gefällig in Farben wiederzugeben verstand …“

Im Tokyo Fuji Art Museum befindet sich eine Kopie, die Pieter Brueghel der Jüngere 1630 frei nach der Vorlage seines Vaters anfertigte.
Die englische Autorin Wendy Beckett schreibt über das Bild:

„Bei der berühmten Bauernhochzeit fallen zwar die derben Gestalten, die einfachen Gesichter und das zuweilen unbedarfte Lächeln auf, aber unser Amüsement hat, ebenso wie das Bruegels, einen bitteren Beigeschmack. Diese ärmliche, schlichte junge Braut ist mitleiderregend in ihrer kurzen Stunde des Triumphes, und wenn die Gäste das Mahl auch herunterschlingen, so sind es doch nur bescheidene Teller mit Grütze oder Brei. Und der spärliche Schmuck kann nicht darüber hinwegtäuschen, daß die Feier in der Scheune stattfindet.“

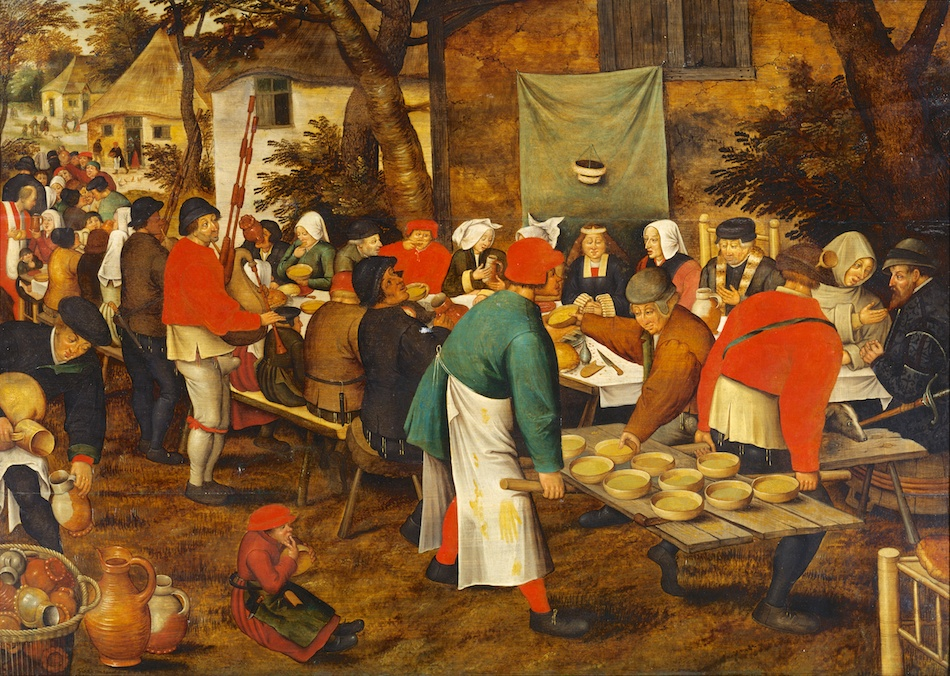
Version von Pieter Brueghel dem Jüngeren (1630)

### Moderne Populärkultur
In dem Comicband Asterix bei den Belgiern erscheint die Bauernhochzeit auf der vorletzten Seite als ganzseitiges Kunstzitat mit dem Titel Im belgischen Dorf findet ein Festchen statt …. Der Zeichner Albert Uderzo ersetzt in dieser parodistischen Bearbeitung die feiernden Bauern durch die aus dem Band bekannten „belgischen“ und „gallischen“ Comicfiguren. Das ursprüngliche Thema der Hochzeit fehlt hier allerdings. Die eigentliche Zeichnung fertigte Marcel Uderzo an.
Das Studio-Album Die Karawane zieht weiter... (1998) der Kölsch-Band Höhner hat eine retuschierte Version der Bauernhochzeit auf dem Cover, in dem einige Gesichter mit jenen der Bandmitglieder ersetzt wurden.